# Coire a’ Cheud-chnoic

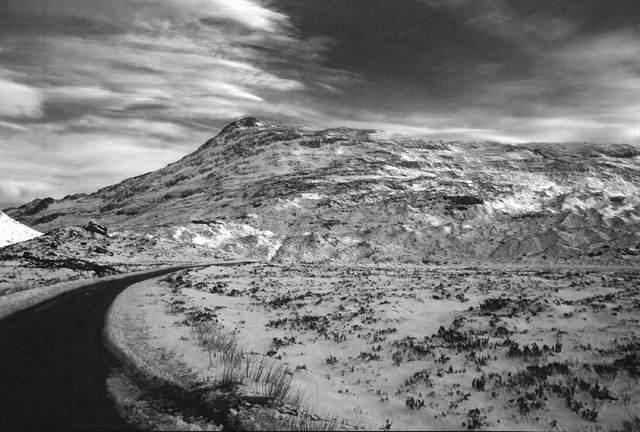
Coire a’ Cheud-chnoic

Die Coire a’ Cheud-chnoic (englisch Corrie of the Hundred Hills; deutsch „Corrie der 100 Hügel“) liegt in der Nähe von Torridon, südwestlich von Ullapool in den Highlands und ist in Schottland das beste Beispiel für ein natürliches Phänomen, eine eiszeitliche Karbildung durch die Ablagerung zurückweichender Gletscher.
Die Kare bilden eine Vielzahl von kleinen Hügeln aus Sand und Kies (hügelige Moränenlandschaft). An wenigen Stellen ist die Wirkung des Eises deutlicher zu erkennen als in den Corries.
1849 wurde in der Nähe des Connor Passes, am Lough Doon in Irland, ein Durchbruch zum Verständnis dieser Gletscherbildungen gemacht, als der irische alpine Bergsteiger John Ball (1818–1889) erkannte, dass die Corries von derselben Art sind, wie die Kare in der Schweiz.
Ein Fußweg, der gegenüber dem Parkplatz der A896 etwa 10 km südlich von Kinlochewe beginnt, führt durch dieses Gelände.